# F-Zero GX
F-Zero GX es un videojuego de carreras desarrollado por Amusement Vision y publicado por Nintendo para la consola GameCube en 2003. Funciona con una versión mejorada del motor utilizado en Super Monkey Ball. F-Zero AX, la contraparte arcade de GX, utiliza la placa del sistema arcade Triforce, concebida a partir de una alianza comercial entre Nintendo, Namco y Sega. 
F-Zero GX es el sucesor de F-Zero X y continúa con el estilo de carreras de alta velocidad y dificultad, conservando el sistema de juego y control básico del juego de Nintendo 64. Se pone un gran énfasis en la memorización de pistas y los reflejos, lo que ayuda a completar el juego. GX introduce un elemento de "modo historia", donde el jugador asume el papel del piloto de F-Zero, el Capitán Falcon, a través de nueve capítulos mientras completa varias misiones. 
El proyecto F-Zero GX y AX fue la primera colaboración significativa de videojuegos entre Nintendo y Sega. F-Zero GX fue bien recibido por los críticos por sus imágenes, acción intensa, alta sensación de velocidad y diseño de pistas. Las quejas se centraron en su fuerte aumento de dificultad que puede alienar a los jugadores.
En 2025, F-Zero GX recibió su primer relanzamiento en Nintendo Switch 2 como parte del catálogo de Nintendo Classics.

## Jugabilidad
F-Zero GX es un juego de carreras futurista en el que hasta treinta corredores compiten en circuitos masivos dentro de máquinas alimentadas por plasma en un Gran Premio intergaláctico. Es el sucesor de F-Zero X y continúa con el difícil estilo de carreras de alta velocidad de la serie, conservando la jugabilidad básica y el sistema de control del juego de Nintendo 64. Las pistas incluyen tubos cerrados, cilindros, saltos complicados y senderos tipo montaña rusa. Algunas pistas están llenas de obstáculos innatos como parches de tierra y minas. Se pone un gran énfasis en la memorización de pistas y los reflejos, lo que ayuda a completar el juego. Cada máquina se maneja de manera diferente, tiene sus propias capacidades de rendimiento afectadas por su peso, y un rasgo de agarre, impulso y durabilidad calificados en una escala de A a E (de mejor a peor). Antes de una carrera, el jugador puede ajustar el equilibrio de un vehículo entre la aceleración máxima y la velocidad máxima máxima. Cada máquina tiene un medidor de energía, que tiene dos propósitos. Primero, es una medida de la salud de la máquina y se reduce, por ejemplo, cuando la máquina golpea a otro corredor o al costado de la pista, y el segundo propósito, es ser usado como boost (impulso).  Las áreas de boxes y las placas del tablero están ubicadas en varios puntos alrededor de la pista para que los vehículos pasen por encima. El primero repone energía, mientras que el segundo aumenta la velocidad sin consumir energía. Las pistas también pueden tener resaltos, que lanzan vehículos al aire permitiéndoles tomar atajos.
Cada vehículo de carreras contiene frenos de aire para navegar en curvas cerradas usando la palanca de control y los botones laterales. Posteriormente, las físicas del juego le da a los vehículos configurados una alta aceleración. Los jugadores pueden aprovechar esto fácilmente en un tramo ancho y recto de un circuito para generar movimientos serpentinos. Esta técnica llamada "serpenteo" ofrece un aumento masivo de la velocidad, pero se usa mejor en las pistas más fáciles, cuando se corre solo en Contrarreloj y con vehículos pesados con un alto índice de agarre y alta aceleración. De acuerdo con Nintendo, la técnica que serpentea fue una adición intencionada a modo de juego de F-Zero GX.

### Modos de juego
F-Zero GX presenta numerosos modos y opciones de juego.

#### Gran Prix
En el modo Grand Prix, el jugador corre contra veintinueve oponentes a lo largo de tres vueltas de cada pista en una copa. Hay cuatro copas disponibles (Rubí, Safiro, Esmeralda y Diamante) con cinco pistas en cada una. Desbloquear la copa AX le da al jugador las seis pistas del juego de arcade, F-Zero AX. Cada copa tiene cuatro niveles de dificultad seleccionables: principiante, estándar, experto y maestro. Los jugadores obtienen una cierta cantidad de puntos por terminar una pista dependiendo de la posición al llegar a la meta. Si el jugador tiene una "máquina de repuesto", el equivalente a una vida extra, entonces la carrera puede reiniciarse incluso si el jugador se cae de una pista o se queda sin energía. Se les da a los jugadores un número predeterminado de máquinas de repuesto según el nivel de dificultad elegido antes de comenzar una copa. Los jugadores obtienen una máquina de repuesto adicional por cada cinco contendientes que eliminan, y por cada contendiente eliminado recupera una parte del medidor de energía del jugador. Los competidores pueden resultar dañados y eliminados mediante un giro o un ataque lateral.

#### Batalla
El modo batalla es el modo multijugador en el que dos a cuatro jugadores pueden competir simultáneamente. 

#### Time attack
El modo time attack permite al jugador elegir cualquier pista y tratar de completarla en el menor tiempo posible. Se estableció un sistema de clasificación de Internet donde los jugadores ingresan una contraseña en el sitio web oficial de F-Zero y se clasifican según su posición en la base de datos. Los jugadores reciben una contraseña después de completar una carrera de Time Attack, que registra su tiempo y la máquina utilizada. Los datos fantasma, representaciones transparentes de las carreras de time attack del jugador, se pueden guardar en tarjetas de memoria para competir más tarde contra ellos. Se puede competir contra hasta cinco fantasmas simultáneamente.

#### Repetición
El modo Repetición permite reproducir alguna carrera previamente guardada.

#### Perfil de piloto
El modo perfil de piloto tiene la biografía de cada personaje, el tema musical, la información de su máquina y una breve secuencia de video en movimiento. 

#### Personalización
El modo de personalización se divide entre Tienda F-Zero, Garage y Editor de emblemas. 
La tienda es donde el jugador puede comprar vehículos completos, partes para crear vehículos personalizados y pases para el modo historia, mediante boletos. Los boletos se adquieren a medida que el jugador avanza en los modos Gran Prix, Contrarreloj e Historia. 
En la sección Garage, los jugadores pueden crear una máquina con tres piezas personalizadas o pegar emblemas en cualquier vehículo. Las partes se dividen en categorías de carrocería, cabina y propulsor, y afectan la durabilidad general, la velocidad máxima, las curvas y la aceleración del vehículo. 
El editor de emblemas permite a los jugadores crear calcomanías.

#### Modo Historia
F-Zero GX es el primer juego de F-Zero que presenta un modo Historia. El jugador asuma el papel del piloto de F-Zero Capitán Falcon, en nueve capítulos de varios escenarios de carreras; como el regimiento de entrenamiento de Falcon, una carrera contra un rival a través de un cañón con rocas que caen, atacar y eliminar a la banda de un rival y escapar de un edificio que se derrumba a través de puertas blindadas que se cierran. Cada capítulo se puede completar en un nivel de dificultad normal, difícil y muy difícil. Toshihiro Nagoshi, uno de los coproductores del juego, declaró que este modo se incluyó porque el equipo de desarrollo sintió que el universo F-Zero era único y querían explicar algunas de las motivaciones de los personajes y desarrollar el mundo del juego. 

## Contraparte de arcade
F-Zero AX es la contraparte del videojuego F-Zero GX para arcade, el cual funciona en una placa Triforce. Este hardware permite la conectividad entre GameCube y los juegos de arcade. Las cabinas estaban disponibles en formato estándar y de lujo. La versión estándar es un modelo regular para sentarse, mientras que la versión de lujo tiene la forma del vehículo del Capitán Falcon y tiene un asiento inclinable que simula la cabina de la nave.
IGN hizo una demostración de la versión de Cycraft denominada "F-Zero Monster Ride" en el show de arcade JAMMA de 2003. La máquina Cycraft, desarrollada conjuntamente entre Sega y Simuline, es una cabina suspendida en el aire controlada por tres servomotores para una simulación basada en movimientos en profundidad.
El juego presenta diez vehículos jugables con sus pilotos y trae cuatro de F-Zero GX. Incluye seis nuevas pistas seleccionables y dos modos de juego: carrera y contrarreloj. Cada pista debe completarse antes de que acabe el tiempo. Las extensiones de tiempo se otorgan por alcanzar múltiples puntos de control en un campo, sin embargo, el jugador recibirá penalizaciones de tiempo por salirse del campo o agotar su medidor de energía. El modo carrera permite al jugador seleccionar una pista y competir contra veintinueve oponentes. Al conectar varios gabinetes en red LAN, se habilita la modalidad "Versus Play" en el modo carrera, lo que permite que hasta cuatro jugadores compitan simultáneamente. En el modo contrarreloj, el jugador elige cualquier pista y debe completarla en el menor tiempo posible.
F-Zero AX también está disponible en su contraparte de sobremesa, el que se puede acceder por medio de códigos Action Replay o GameShark.

### Dispositivos de almacenamiento de datos
Los gabinetes F-Zero AX pueden dispensar tarjetas de banda magnética llamadas "tarjeta de licencia F-Zero" para realizar un seguimiento de los datos personalizados de la máquina, los puntos de piloto y los datos de la carrera. Las unidades de F-Zero GX comercializadas en Japón incluían una tarjeta de piloto. La tarjeta caduca después de cincuenta usos, pero sus datos se pueden transferir a una nueva tarjeta. Una vez insertado, el juego construye una máquina con tres partes personalizadas que se pueden actualizar ganando puntos de piloto. Los puntos de piloto se adquieren a medida que el jugador avanza en los modos carrera y contrarreloj. Los jugadores pueden aumentar las ganancias de puntos mejorando el lugar de llegada, eliminando oponentes y terminando carreras con una gran cantidad de energía reservada. Se necesita una tarjeta de banda magnética para ingresar al sistema de clasificación de Internet F-Zero AX. De manera similar a GX, los jugadores reciben una contraseña después de completar una carrera de contrarreloj para ingresar al sistema de clasificación del sitio web oficial de F-Zero; el jugador también puede ingresar su contraseña al momento de jugar.
Las tarjetas de memoria de Nintendo GameCube, en las que se guardan datos de juegos, se pueden insertar en estas unidades de arcade. Se requiere una tarjeta de memoria para que los jugadores tengan la oportunidad de ganar los pilotos exclusivos de AX, sus vehículos y pistas para usar en GX  Los jugadores pueden almacenar hasta cuatro vehículos personalizados de GX en una tarjeta de memoria y luego reproducirlas en AX. Si se usa una tarjeta de memoria con una tarjeta de banda magnética, los jugadores tienen opciones adicionales; pueden ingresar máquinas GX almacenadas en el sistema de clasificación de Internet F-Zero AX y transferir piezas personalizadas de máquinas AX a GX.

## Desarrollo
Nintendo anunció el 18 de febrero de 2002 que se estaba desarrollando una placa de sistema arcade con el nombre de "Triforce" en conjunto entre Nintendo, Namco y Sega. La idea del sistema arcade se originó después de las discusiones entre Sega y Namco sobre las capacidades y la rentabilidad de la arquitectura de la GameCube para hacer juegos arcade. Un mes después, un anuncio de Sega y Nintendo reveló que la subsidiaria de Sega, Amusement Vision, y Nintendo colaborarían para lanzar títulos de videojuegos para la GameCube y la Triforce. Nintendo reveló el primer metraje de F-Zero GX en la conferencia de prensa Electronic Entertainment Expo (E3) el 21 de mayo de 2002. Si bien se sabía que el juego existía varios meses antes, había permanecido a puerta cerrada hasta esa conferencia. F-Zero GX se ejecuta en una versión mejorada del motor utilizado en Super Monkey Ball.
A principios de marzo de 2003, según el sitio web oficial de Nintendo, F-Zero se retrasó dos meses. A través de una videoconferencia en vivo desde Japón el 7 de julio de 2003, los coproductores Shigeru Miyamoto y Toshihiro Nagoshi y el supervisor Takaya Imamura respondieron preguntas sobre los dos juegos de F-Zero. Allí, Miyamoto anunció que la versión japonesa del juego estaba terminada y que pronto estaría disponible para el público. Nagoshi mencionó que en el E3 2003, esperaba que tuvieran ese tiempo para incluir un modo multijugador de red de área local (LAN), sin embargo, eligieron no admitir este modo. El equipo de desarrollo se centró más en los aspectos para un jugador, y un modo multijugador de LAN distraería mucho la atención. Imamura comentó que a pesar de que trabajó directamente en F-Zero a lo largo de sus diferentes encarnaciones, esta vez dio un "paso atrás y estuvo involucrado en una especie de nivel de productor al revisar el juego". Imamura agregó "habiendo trabajado en la serie F-Zero, y al ver los resultados de la colaboración con Sega, me encontré algo perdido en cuanto a cómo podemos llevar la franquicia más allá de F-Zero GX y AX". 
F-Zero GX Original Soundtracks, un conjunto de dos CD compuesto por bandas sonoras BGM de los videojuegos GX y su contraparte arcade, fue lanzado en Japón bajo el sello discográfico Scitron Digital Content el 22 de julio de 2004. El primer disco consta de cuarenta y un pistas y el segundo tiene cuarenta con una pista adicional, un remix de Big Blue, compuesta por AYA (Ayako Sasō). La banda sonora presenta una variedad de canciones de estilos musicales de rock y techno compuestas originalmente por Hidenori Shoji y Daiki Kasho del personal de música del juego. Shojii es conocido por sus partituras musicales en Daytona USA 2 y Fighting Vipers 2, mientras que Kasho trabajó en la serie Gran Turismo. Kasho compuso los temas de los personajes y sus letras fueron creadas por Alan Brey. Tanto Shoji como Kasho supervisaron la masterización de audio de las bandas sonoras. 

### Colaboración con Sega
F-Zero GX y AX fue la primera colaboración significativa entre Nintendo y Sega. Después de que Sega pasó a ser desarrollador third-party en 2001, las dos empresas desarrollaron una relación cercana. El presidente de Amusement Vision, Toshihiro Nagoshi, estaba trabajando en Super Monkey Ball para GameCube, lo que abrió la oportunidad para una colaboración entre las dos empresas. Dado que Sega ayudó a desarrollar el sistema arcade Triforce de Nintendo, la compañía quería respaldarlo con un software que "se destacara y llamara la atención sobre la plataforma de Nintendo". Se sugirió a Nagoshi que desarrollara un juego de conducción y acordó bajo la estipulación de que podría idear algo único, que estaba trabajando en la próxima entrega de la serie F-Zero de Nintendo. Durante su desarrollo, Nagoshi se centró en lo que llamó la "Interfaz" autoexplicativa del juego y el "Ritmo", para dar un toque rítmico a la forma en que se presentan las pistas. Miyamoto declaró que "[Nintendo] ha ganado muchos fanáticos entre los desarrolladores de juegos actuales, incluidos productores famosos como el Sr. Nagoshi, que creció jugando juegos de Nintendo y son grandes fanáticos de algunos de nuestros títulos". En 2002, Nagoshi afirmó que el F-Zero de 1991 "realmente me enseñó lo que debería ser un juego" y que le sirvió de influencia para crear Daytona USA y otros juegos de carreras. Antes de que comenzara el desarrollo de F-Zero GX y AX, mencionó que abandonó el proyecto debido a las presiones personales que enfrentó para causar una gran impresión en Nintendo y la admiración personal de una franquicia establecida. Aun así, el anuncio de que Nintendo había manejado el desarrollo de una de sus franquicias para el ex competidor Sega fue una sorpresa para algunos críticos.
Aunque Amusement Vision fue responsable de la mayor parte del desarrollo del juego, los empleados de Nintendo EAD Shigeru Miyamoto y Takaya Imamura, asumieron el papel de productor y supervisor, respectivamente. Sega manejó la planificación y ejecución y Nintendo fue responsable de la supervisión de su producto. Nagoshi estaba inicialmente preocupado por las diferencias de opinión entre las dos compañías, y mencionó "Si Nintendo hubiera planeado tomarnos de la mano durante el desarrollo, habría sugerido que desarrollaran el juego ellos mismos. De esa manera podríamos enfocarnos en un proyecto que reflejara las habilidades de nuestro estudio. Pensé que eso causaría una guerra, pero me dijeron que la mayor parte de la responsabilidad quedaría en nosotros". Miyamoto pensó que la colaboración resultó en una "verdadera evolución de la serie F-Zero ", mejorando la simulación de carreras a altas velocidades y expandiendo el "mundo F-Zero a gran escala". Publicado por Nintendo, F-Zero GX fue lanzado en Japón el 25 de julio de 2003, en Norteamérica el 25 de agosto de 2003, y en Europa el 31 de octubre de 2003. La versión Arcade fue lanzada en 2003 junto con su contraparte de Gamecube. 

## Recepción
Cuando se lanzó F-Zero GX, el juego fue bien recibido en general por los críticos; el título tiene un promedio de 89/100 en el sitio web Metacritic, basado en 50 reseñas. Algunos periodistas de videojuegos lo consideran uno de los mejores videojuegos de carreras de su tiempo, y el mejor de dicha categoría en la consola GameCube. Fue incluido como "Mejor juego de carreras de GameCube" en los premios IGN de E3 2003 y "Mejor juego de carreras de 2003" por IGN. F-Zero GX fue galardonado con el "Mejor juego de conducción de GameCube" en la función "Mejor y peor de 2003" de GameSpot y fue nominado como "Juego de carreras de consola del año" en la séptima edición de los premios Interactive Achievements Awards celebrados por la Academy of Interactive Arts & Sciences. La Revista Oficial Nintendo clasificó en el lugar 92 de los mejorers juegos disponible en las plataformas de Nintendo. El personal sintió que era lo mejor para los fanáticos incondicionales.
El juego ha sido acreditado por sus imágenes, conectividad arcade/doméstica, longevidad, controles precisos, desafío difícil, y modos completos para un jugador. La crítica más común del juego es su dificultad, específicamente en el modo historia. Obtuvo el cuarto lugar en los juegos más difíciles de vencer de IGN y GameTrailers. GameTrailers mencionó que F-Zero GX exigía a los jugadores que dominaran las "pistas estilo montaña rusa que requerían precisión" para evitar salirse del rumbo. Electronic Gaming Monthly criticó su "fuerte aumento de dificultad de GX" y Jeff Gerstmann de GameSpot estuvo de acuerdo en afirmar que "seguramente alejará a algunas personas antes de que hayan visto las 20 pistas y hayan desbloqueado todos los capítulos del modo historia". Bryn Williams de GameSpy mencionó que "los puristas pueden encontrarlo demasiado similar a la versión N64 y criticó la falta de juego LAN. 
1UP.com declaró que la serie F-Zero "finalmente se está ejecutando en un hardware que puede hacerle justicia". Kristan Reed de Eurogamer señaló que, gráficamente, "es difícil imaginar cómo Amusement Vision podría haber hecho un mejor trabajo". Matt Casamassina de IGN elogió el trabajo de los desarrolladores comentando que han "hecho un buen trabajo tomando la franquicia anticuada de Nintendo y actualizándola para la nueva generación" y resumió la opinión general afirmando que "Para algunos, GX será el mejor juego de carreras. Para otros, será demasiado difícil ". En Japón, F-Zero GX vendió 100,981 unidades y se clasificó para la línea Player's Choice tanto en Europa como en América del Norte vendiendo al menos 250,000 copias. Nagoshi dijo en una entrevista de Edge de 2018 que F-Zero GX vendió más de 1.5 millones de copias en todo el mundo.